# Алона Фишер-Кам
Алона Фишер-Кам (Тел Авив) је израелска дипломаткиња и амбасадорка Државе Израел у Србији од 2016. године до 2020. године.
Завршила је студије политичких наука на Универзитету у Тел Авиву 1989. године. Магистрирала је на Универзитету у Тел Авиву 1998. године, а потом је завршила и мастер студије на Универзитету у Хајфи 2010. године. На Универзитету у Тел Авиву је 2015. године стекла титулу докторке политичких наука са тезом "Израел у интелектуалном дискурсу левице у Европи - Медијска слика Израела у Шпанији, Француској и Британији".
Дипломатску каријеру је започела 1992. године у Одељењу за културу, медије и јавну дипломатију Амбасаде Израела у Буенос Ајресу. Од 1995. до 1998. године је била прва секретарка Одељења за Латинску Америку у Министарству спољних послова Израела, када прелази на место портпаролке и саветнице за медије Амбасаде Израела у Паризу, где остаје до 2002. године.
Била ја заменица директора Одељења за мултилатералне мировне преговоре при Министарству у Јерусалиму од 2002. до 2004. године. Од 2004. до 2008. године је била заменица амбасадора (шефа мисије) Израела у Мадриду.
Каријеру је наставила при Министарству, најпре као начелница (2009–2011), а потом као директорка Одељења за стручно усавршавање и обуку дипломата (дипломатске академије) до 2016. године. У том периоду, била је сарадница Форума за либерални национализам Менахем Бегин центра у Јерусалиму (2013–2014) и виша сарадница Фонда Ричарда и Роде Голдман, Школе Хартог при Универзитету у Тел Авиву (2014–2015).
За амбасадорку Израела у Републици Србији је именована 2016. године, као и амбасадорку у Црној Гори на нерезиденцијалној основи. Акредитивна писма је предала Томиславу Николићу, председнику Републике Србије, 8. септембра 2016. године у Палати Србије. Након истека мандата 2020. године, наследио ју је Јахал Вилан.
Говори хебрејски, енглески, француски и шпански језик, а служи се португалским и немачким језиком.